# 카프레세
카프레세(이탈리아어: caprese)는 모차렐라, 토마토, 바질을 넣고 소금과 올리브유, 발사믹 드레싱으로 간한 이탈리아의 샐러드이다. 안티파스토로 먹는다.
일반적으로 레스토랑 실습에서는 접시에 배열된다. 피자 마르게리타와 마찬가지로 이탈리아 국기의 색상인 녹색, 흰색, 빨간색이 특징이다. 이탈리아에서는 보통 콘토르노(반찬)가 아닌 전채 요리로 제공되며, 하루 중 언제든지 먹을 수 있다. 카프레세 샐러드는 카프레제 요리의 한 형태이다. 카프레세 피자, 파스타 또는 샌드위치로 제공될 수도 있다.
이 샐러드의 이름은 샐러드의 발상지로 여겨지는 카프리섬의 이름을 따서 명명되었다. 그 기원에 대한 두 가지 일반적인 이야기에는 이탈리아 국기에 대한 경의를 표한다는 것 또는 "20세기에 휴가를 떠나는 왕족과 중요한 정치인의 입맛을 달래기 위해"라는 것이 포함된다.

## 같이 보기
- 피자 마르게리타